# (35429) 1998 BW4
1998 BW4 (asteroide 35429) é um asteroide da cintura principal. Possui uma excentricidade de 0.22039390 e uma inclinação de 3.63068º.
Este asteroide foi descoberto no dia 18 de janeiro de 1998 por ODAS em Caussols.